# 革命戦士長州力
革命戦士長州力（かくめいせんしちょうしゅうりき ）は、2007年にトリビーから発売された（5号機）のパチスロ機である。
トリビーの5号機第2弾であり、開発にはサミーの支援を受けている。

## 概要
プロレスラーの長州力をモチーフにしたタイアップ機である。筐体上部の液晶画面の中で長州力が敵レスラーとプロレスの勝負を行い、勝利することでボーナスを告知する。RTやATは付属しない。ボーナスの種別は確定画面の2G目で告知される。長州力の演出で確定したボーナスは「パワーホール」をBGMに用いた演出となる。また、レギュラーボーナスの演出中には「俺はおまえの噛ませ犬じゃない」など彼の名言が使われている。
長州力の演出画面に加えて、随所で長州小力が出現し（必ずしも「アツい」演出というわけではない）、長州小力の演出でボーナスが確定すると、そのボーナスでは「ナイト・オブ・ファイヤー」をBGMに小力のパラパラの画面演出が使用される。
ボーナスはいずれも2枚掛け消化になり、ビッグボーナスが赤7と青7の3つ揃い、345枚を超える払い出しで終了（純増約312枚）。レギュラーボーナスがベルト・赤7・赤7、ベルト・青7・青7でいずれも195枚を超える払い出しで終了する（純増182枚）。
主に小役との重複当選がボーナスの契機となる。1枚役やチェリー、スイカに期待がもてる。